# الجامع الكبير (مسجد المفتي)
الجامع الكبير الواقع في مدينة حلبجة القديمة في محافظة السليمانية المعروف باسم مسجد المفتي، ويعتبر من مساجد العراق التراثية القديمة، وشيد وبني من قبل عائلة المفتي في عام 1210هـ/ 1796م، واعيد تعميره وتجديد بناؤه في عام 1414هـ/ 1993م، وحدث لهُ تجديد آخر في عام 1428هـ/2007م.
ومن ملحقات المسجد مدرسة اسلامية، وقاعات دراسة خاصة للمدرسة الإسلامية الثانوية للبنين والبنات، وفيه مقر لجنة الفتوى الشرعية في حلبجة، ولهُ عدة أسماء منها (مسجد الجامعة ومسجد المفتي والجامع الكبير)، والبناء القديم للجامع اندرس ولم يبقى لهُ أثر حيث شمله الاندثار على مر العصور لأنهُ كان مبنى مشيد من الطين والقصب، ثم جدد بناؤه بالحجر والطابوق، ويحتوي الجامع على مصلى كبير يتسع لأكثر من ألف مصل، ويتوسط الحرم محراب ومنبر ويعلو فوق الحرم مصلى النساء، وفيهِ مكتبة تحوي على الكثير من المصادر والكتب القديمة والنادرة، وتوجد فيه منارة مئذنة تعلو المبنى اسطوانية الشكل ذات حوض واحد.
.
وتقام في الجامع حالياً صلاة الجمعة وصلاة العيدين والصلوات الخمس المفروضة، بالإضافة إلى دورات لتعليم القرآن للطلاب في العطلة.